# 392
| [ Edytuj tabelę ] |                                                        |
| Władca Guptów     | - 375 Ćandragupta II 414                               |
| Chan Hunów        | - 390 Uldin 411                                        |
| Władca Korei      | - 391 Kwanggaet’o Wielki 413                           |
| Papież            | - 384 Syrycjusz 399                                    |
| Król Persji       | - 388 Bahram IV 399                                    |
| Cesarz Rzymu      | - 375 Walentynian II 392 - 379 Teodozjusz I Wielki 395 |
| Król Wandalów     | - 359 Godigisel 406                                    |

Rok 392 / CCCXCII
stulecia: III wiek ~
IV wiek ~
V wiek

lata: 382 «
387 «
388 «
389 «
390 «
391 «
392
» 393
» 394
» 395
» 396
» 397
» 402

## Wydarzenia
Azja
- Walki Goguryeo z Baekje na Półwyspie Koreańskim (zob. stela Gwanggaeto).

Cesarstwo rzymskie
- 15 maja – Arbogast zmusił do samobójstwa (lub zamordował) cesarza Walentyniana II.
- 22 sierpnia – Eugeniusz został ogłoszony przez Arbogasta cesarzem rzymskim.

## Urodzili się
- Marcjan, cesarz wschodniorzymski (zm. 457).

## Zmarli
- 15 maja – Walentynian II, cesarz rzymski (ur. 371).
- Grzegorz z Elwiry, biskup.